# Encarsia dominicana
Encarsia dominicana is een vliesvleugelig insect uit de familie Aphelinidae. De wetenschappelijke naam is voor het eerst geldig gepubliceerd in 2002 door Evans.